# Samuel Theodor Quellmalz

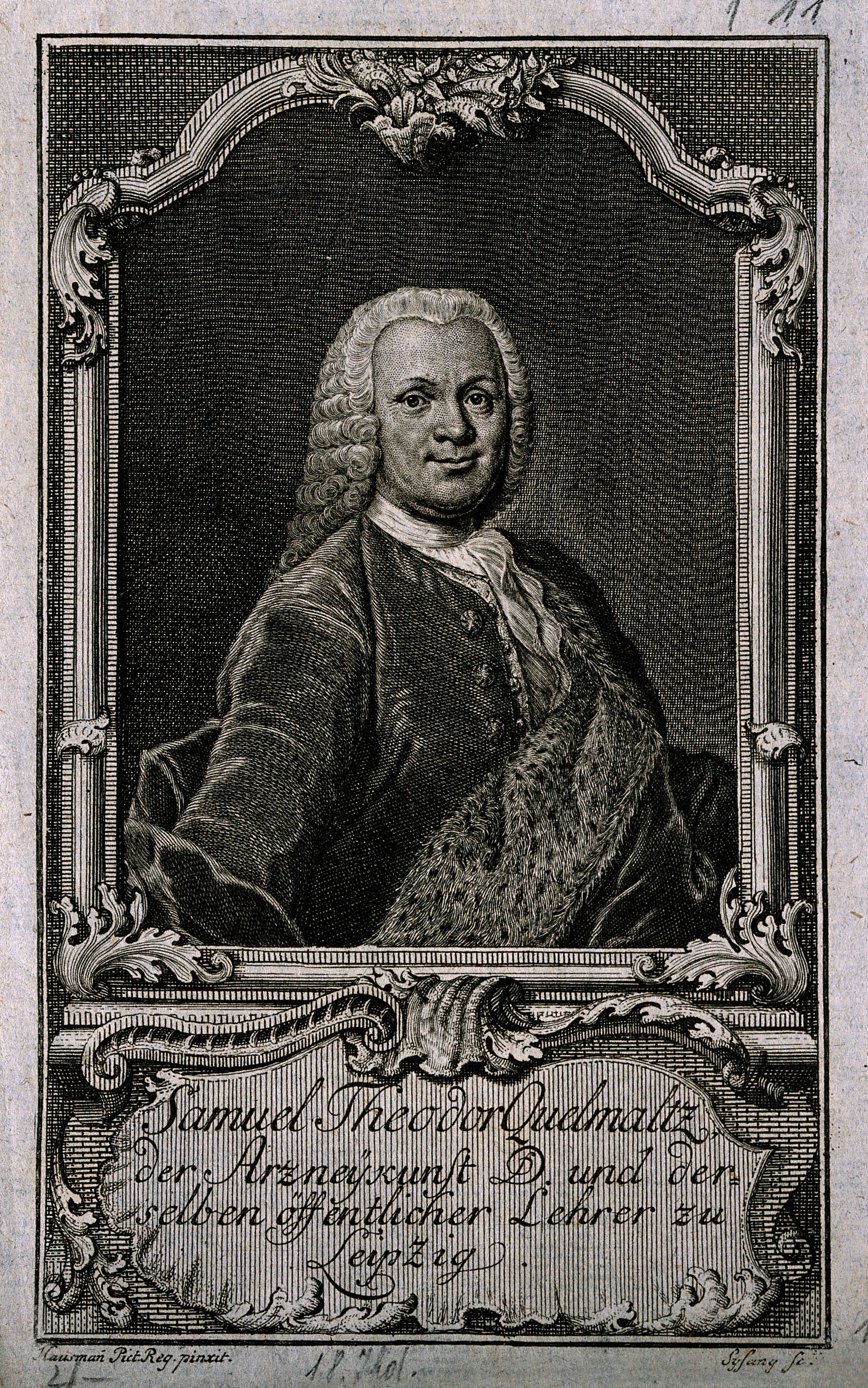
Kupferstich von Johann Christoph Sysang nach einem Porträt von Elias Gottlob Haußmann

Samuel Theodor Quellmalz oder Quelmalz (auch Theodor Quellmalz; * 12. Mai 1696 in Freiberg; † 10. Februar 1758 in Leipzig) war ein deutscher Mediziner, Chemiker und Hochschullehrer.

## Leben
Quellmalz stammte aus einer Gelehrtenfamilie. Er begann ein Studium der Medizin an der Universität Leipzig. Dort erlangte er 1722 den Grad eines Bakkalaureus der Medizin. Anschließend wechselte er an die Universität Wittenberg, von der er noch 1723 wieder an die Leipziger Universität zurückkehrte. Dort wurde er 1723 mit der Dissertation De divinationibus medicis zum Dr. med. und mit der Dissertation De Magnete im Bereich Physik zum Dr. phil. promoviert. Kurz darauf habilitierte er sich in Leipzig und war als Dozent dort tätig.
Quellmalz erhielt 1726 eine Stelle als außerordentlicher Professor der Anatomie und Chirurgie an der medizinischen Fakultät der Universität Leipzig, 1737 wurde ihm die Stelle als ordentlicher Professor der Physiologie, 1747/1748 kurzzeitig die der Anatomie und Chirurgie, von 1747 bis 1758 die der Pathologie und 1757 zudem die der Therapie übertragen; einen Ruf nach St. Petersburg lehnte er ab. Außerdem war er 1757/1758 Dekan der Medizinischen Fakultät der Universität Leipzig. 1748 wurde er auch Kollegiat des großen Fürstenkollegiums der Universität Leipzig.
Quellmalz fand nicht nur als Mediziner große Anerkennung, sondern auch aufgrund seiner Kenntnisse im Bereich der Chemie. Auf diesem Feld gab er 1751 eine 7. Auflage Gottfried Rothens gründliche Anleitung zur Chymie heraus. Im Bereich der Medizin entdeckte er einen Zusammenhang von der Gonorrhoe des Vaters und Augeneiterung bei Neugeborenen (Blennorrhoe). Seine These galt erst etwa 200 Jahre nach der Entdeckung als allgemein akzeptiert.

## Werke (Auswahl)
- De venis absorbentibus, Trog, Leipzig 1732 (online).
- Novum Sanitatis Præsidium Ex Equitatione Machinæ Beneficio Instituenda oder Anweisung zu einer Der Gesundheit dienlichen neu erfundenen Art der Bewegung, Teubner, Leipzig 1735.
- De convalescentium cura, Langenheim, Leipzig 1749.
- Utrum arsenicum sit primum principium metallorum disserit, Langenhem, Leipzig 1755.